# Шелби (Индијана)
Шелби (енгл. Shelby) насељено је место без административног статуса у америчкој савезној држави Индијана.

## Демографија
По попису из 2010. године број становника је 539.
| Група             | 2000.    | 2010.       |
| Белци             | 0 (0,0%) | 515 (95,5%) |
| Афроамериканци    | 0 (0,0%) | 9 (1,7%)    |
| Азијати           | 0 (0,0%) | 1 (0,2%)    |
| Хиспаноамериканци | 0 (0,0%) | 5 (0,9%)    |
| Укупно            | 0        | 539         |